# Morten Holst
Morten Holst, né le 2 novembre 1982, est un acteur danois.

## Biographie
Il est le fils du producteur et réalisateur Per Holst. Il termine ses cours de théâtre en 2002. Il joue en 2005 le rôle de Dan dans Sexual Perversity au théâtre Boldhus de Copenhague. Il apparaît au théâtre Bellevue dans la pièce sur la vie de Sid Vicious (1957-1979) des Sex Pistols, Sid Vicious – Sex pistols with love, où il interprète Johnny Rotten. Depuis 2012, il enseigne au Syddansk Musikkonservatorium og Skuespillerskole (conservatoire de musique et de théâtre du Danemark du Sud).

## Filmographie

### Court-métrage
- 2010 Til alle mine venner : Sonny

### Cinéma
- 2007 : Den Sorte Madonna
- 2009 : Broderskab (Brotherhood) : Patrick
- 2012 : Royal Affair
- 2014 : Kapgang : Tjener
- 2015 : Guldkysten : le gouverneur
- 2019 : Domino : La Guerre silencieuse (Domino) de Brian De Palma

### Séries télévisées
- 2007 : 2900 Happiness